# Carte Grise

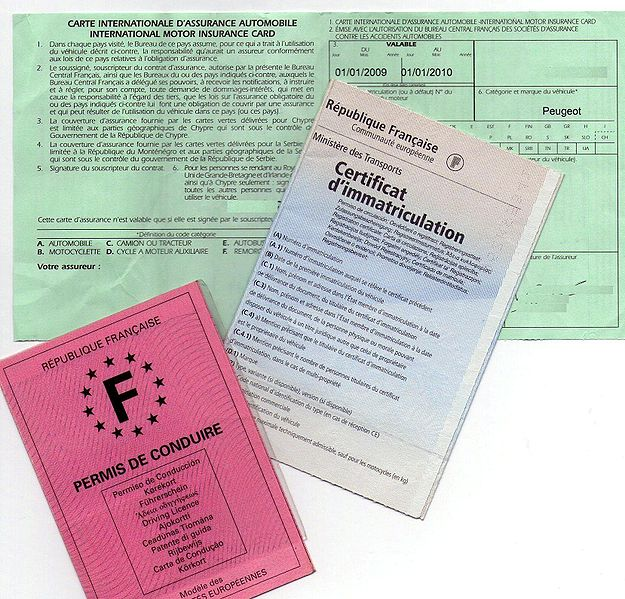
Französische Fahrzeugpapiere: Permis de Conduire/Fahrerlaubnis (rot), Certificat d'immatriculation /
Zulassungsbescheinigung (grau), Carte internationale d'Assurance automobile/Versicherungsnachweis (grün)

Carte grise (dt. graue Karte) ist die frühere umgangssprachliche Bezeichnung für die französische Kfz-Zulassung, die aufgrund der Richtlinie 1999/37/EG des Rates vom 29. April 1999 über Zulassungsdokumente für Fahrzeuge in die fälschungssichere Zulassungsbescheinigung certificat d'immatriculation, CP umgewandelt wurde.
Die Ausstellung ist in Art. R322-1 – R322-14 der französischen Straßenverkehrsordnung geregelt und erfolgt seit November 2017 nicht mehr bei der Präfektur, sondern ausschließlich über ein Online-System. Nach Übermittlung der erforderlichen Unterlagen erhält der Antragsteller zunächst eine vorläufige Zulassung (certificat provisoire d'immatriculation, CPI) mit einer Gültigkeitsdauer von einem Monat, die endgültige Zulassung, ausgestellt von der französischen Nationaldruckerei, folgt per Einschreiben auf dem Postweg. Das Fahrzeug darf bereits während der Wartezeit mit einem französischen Kurzzeitkennzeichen, dem sog. WW-Kennzeichen, auch in Deutschland genutzt werden.
Die Zulassungsbescheinigung besteht in Frankreich nur aus einem Teil. In Deutschland  ersetzt hingegen die Zulassungsbescheinigung Teil I seit 1. Oktober 2005 den Fahrzeugschein, die Zulassungsbescheinigung Teil II den Fahrzeugbrief.
Bei Verkauf eines Fahrzeugs und Überführung nach Deutschland dienen die französischen Zulassungspapiere gegenüber der Zulassungsbehörde als Nachweis über die Verfügungsberechtigung im Sinne des § 12  Abs. 1 Satz 1 Fahrzeug-Zulassungsverordnung (FZV).